# Stacey Burke
Stacey Burke (ur. 19 kwietnia 1975) – kanadyjska snowboardzistka. Nie startowała na igrzyskach olimpijskich. Zajęła 4. miejsce w halfpipe’ie na mistrzostwach świata w Lienzu. Najlepsze wyniki w Pucharze Świata osiągnęła w sezonie 1995/1996, kiedy to zajęła piąte miejsce w klasyfikacji halfpipe’a.
W 2007 r. zakończyła karierę.

## Sukcesy

### Mistrzostwa Świata
| Miejsce | Dzień       | Rok  | Miejscowość | Konkurencja | Zwycięzca             |
| ------- | ----------- | ---- | ----------- | ----------- | --------------------- |
| 4.      | 24 stycznia | 1996 | Lienz       | Halfpipe    | Carolien van Kilsdonk |

### Puchar Świata

#### Miejsca w klasyfikacji generalnej
- 1995/1996 - -
- 1996/1997 - 96.
- 1998/1999 - 82.
- 1999/2000 - 127.
- 2000/2001 - -
- 2001/2002 - -
- 2002/2003 - -

#### Miejsca na podium
1. San Candido – 19 stycznia 1996 (Halfpipe) - 3. miejsce
2. Kanbayashi – 17 lutego 1996 (Halfpipe) - 3. miejsce